# باورواش سيموليتر
باورواش سيموليتر (بالإنجليزية: PowerWash Simulator)‏، هي لعبة فيديو بريطانية من نوع محاكاة التنظيف، صدرت اللعبة في المتاجر الإلكترونية بتاريخ 14 يوليو 2022، وتعمل على عدة منصات، ومنها مايكروسوفت ويندوز وبلاي ستيشن 5 وإكس بوكس سيريس إكس وسيريس إس ونينتندو سويتش، ونشرها شركة سكوير إنكس.